# Loi Cressard
La loi Cressard est une loi française qui reconnaît aux journalistes pigistes le statut de journaliste professionnel et des indemnités de licenciement.

## Historique
Votée à l'unanimité par le parlement français le 4 juillet 1974, cette loi précise que c'est à l'employeur d'apporter la preuve que le lien de subordination n'existe pas. La jurisprudence, même en Cour de cassation, a régulièrement retenu cette notion de charge de la preuve.
Insérée à l'article L. 7112-1 du Code du travail (anciennement L.761-2 alinéa 4), cette loi offre aux pigistes un large éventail de protections qui s'appliquent aux salariés en cas de maladie, de maternité, d'accidents du travail, de chômage, de retraite, de licenciement (y compris des indemnités de licenciement), la fourniture de congés payés et de formations, et l'application de la convention collective nationale de travail des journalistes.
La jurisprudence, qui s'est développée pendant 35 ans, protège les pigistes dont l'employeur a fait diminuer les piges avant de se séparer d'eux, la séparation nécessitant des indemnités de licenciement. Le salaire de base sur lequel seront calculées les sommes dues peut être :
- soit la moyenne des douze mois précédant le licenciement
- soit la moyenne des vingt-quatre derniers mois[5]

Courte et claire, la loi Cressard annonce la couleur en quelques mots : « toute convention par laquelle une entreprise de presse s'assure, moyennant rémunération, le concours d'un journaliste professionnel » est « présumée être un contrat de travail. Cette présomption subsiste quels que soient le mode et le montant de la rémunération ainsi que la qualification donnée à la convention par les parties ».
L'article L7111-3 du Code du travail donne la seule définition légale du journaliste professionnel, sans préjuger de la détention ou non de la carte de presse : « toute personne qui a pour activité principale, régulière et rétribuée, l'exercice de sa profession dans une ou plusieurs entreprises de presse, publications quotidiennes et périodiques ou agences de presse et qui en tire le principal de ses ressources ».
Les entreprises ont parfois tenté d'établir que le pigiste « n’appartenait pas au service organisé » d'une rédaction, faute de bureau, de téléphone, d’horaire, ou de temps de présence à respecter. Mais dès 1997, la Cour de cassation a souligné que l’appartenance à un service organisé n’était qu’un indice de subordination parmi d’autres. Le 9 janvier 2003, le Conseil de prud’hommes de Paris a rappelé que « la pige (est) un mode de rémunération et non un contrat particulier, dérogatoire au droit du travail ».
Le cadre réglementaire des pigistes est ainsi le même que celui des salariés mensualisés, du moins en principe, car « des problèmes d'application se posent dans certains cas », relevait la Fédération européenne des journalistes dans un rapport de 2003 consacré aux journalistes pigistes à travers l'Europe.
Le père du député Jacques Cressard était journaliste à Ouest-France et responsable du SNJ pour l’Ouest.